# 아이언교

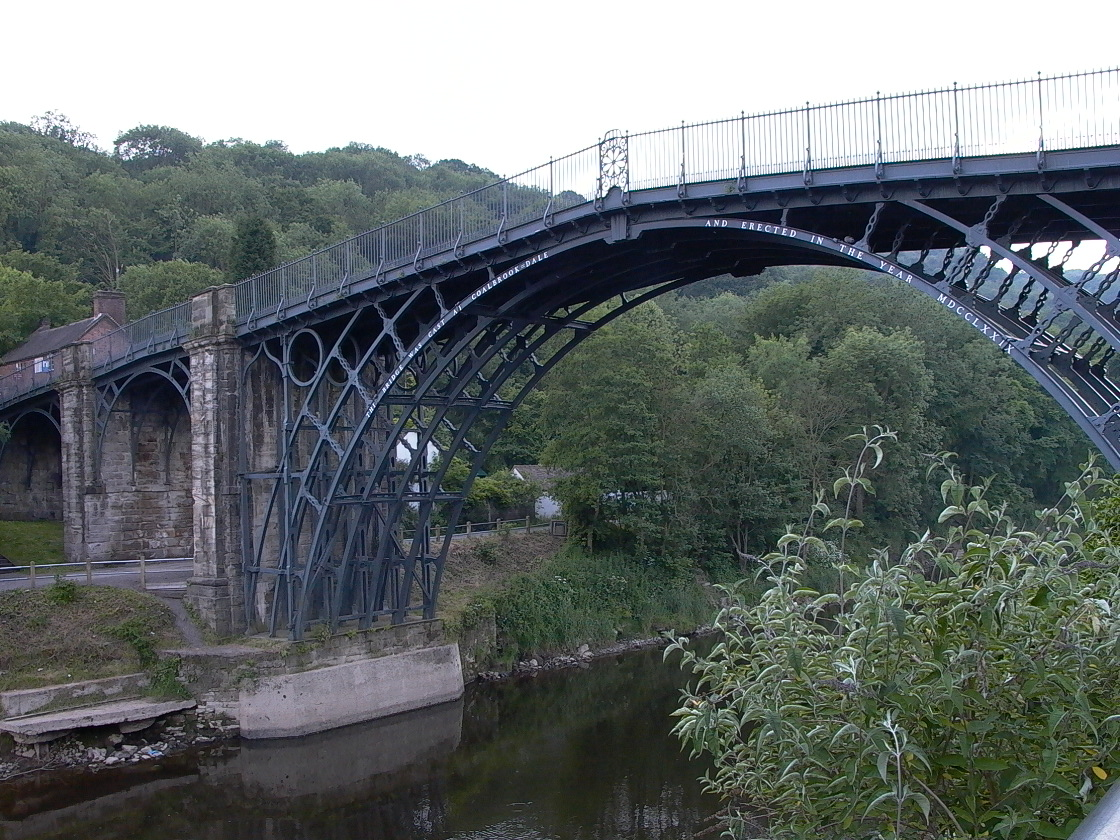
아이언 브리지

아이언 브리지(The Iron Bridge)는 잉글랜드 콜브룩데일에 있는 다리이다. 1781년에 완공한 이 다리는 사상처음의 주철 교량이다.